# Байсаров, Леонид Владимирович
Леонид Владимирович Байсаров (род. 19 июля 1947, Горловка) — президент публичного акционерного общества "Шахтоуправление «Покровское», Донецкая область, Герой Украины (2004; лишён в 2025).

## Биография
Родился 19 июля 1947 года в с. Никитовка (теперь район г. Горловки Донецкой обл.) Сталинской области.

### Образование
- Днепропетровский горный институт (1972), горный инженер.
- Донецкий государственный университет (1999), финансист.
- Кандидатская диссертация «Обоснование параметров и разработка технологии комбинированного способа поддержки выработок, которые используются повторно» (Национальный горный университет, 2004)[2].

### Производственная деятельность
- 1972—1975 — горный мастер, заместитель начальника участка, начальник участка, шахтоуправление 39 комбината «Шахтерскантрацит», г. Шахтёрск.
- 1975—1990 — горный мастер, заместитель начальника участка, начальник участка, заместитель директора по производству, шахта им. О. Г. Стаханова ПО «Красноармейскуголь» г. Димитров.
- 1990—1996 — директор шахты Красноармейская-Западная № 1, г. Красноармейск.
- С 1998 года — президент Благотворительного фонда «Надежда» в г. Красноармейске, Донецкая область.
- 1996—2010 — директор шахты, председатель правления, генеральный директор, президент ОАО Угольная компания «Шахта Красноармейская-Западная № 1», г. Красноармейск.
- С 2010 — президент ПАО "ШУ «Покровское», г. Покровск.

### Политическая деятельность
- 2002—2006 — народный депутат Украины 4 созыва. На время выборов: председатель правления ОАО Угольная компания «Шахта Красноармейская-Западная № 1». Председатель подкомитета по вопросам стратегии развития отрасли, инвестиций и приватизации Комитета по вопросам топливно-энергетического комплекса, ядерной политики и ядерной безопасности.
- 2012—2014 — народный депутат Украины 7 созыва, избран по одномандатному мажоритарному округу № 50 в Донецкой области, набрав 72,7 % голосов.

## Награды и звания
- Герой Украины (с вручением ордена Державы, 27 августа 2004 — за выдающиеся личные заслуги перед Украинским государством в развитии угольной промышленности, достижение высоких производственных показателей в отрасли, многолетний самоотверженный труд.
- Награждён орденами Ярослава Мудрого V степени, За заслуги ІІІ (1997), ІІ (2000), І (2003) степеней и медалью «За трудовое отличие» (1986).
- Лауреат Государственной премии Украины в области науки и техники (2003).
- Почетный член Международной академии наук по экологии, безопасности человека и природы.
- Почетный шахтёр (1987).
- Заслуженный шахтёр Украины (1995).
- Награжден знаками Шахтерская слава ІІІ, ІІ, І степеней.
- Награжден знаками Шахтерская доблесть ІІІ, ІІ,I степеней.
- Деятельность на благо Украинской Православной Церкви отмечена орденами Святого Князя Владимира I и IV степеней, «Слава на верность Отчизне» II степени, Преподобного Нестора Летописца I степени.